# Pukyongosaurus millenniumi
Pukyongosaurus millenniumi  es la única especie conocida del género dudoso extinto Pukyongosaurus (“lagarto de la Universidad Nacional de Pukyong”) de dinosaurio saurópodo titanosauriforme, que vivió a mediados del período Cretácico, hace aproximadamente 120 millones de años, en el Aptiense, en lo que es hoy Asia. Encontrado en la Formación Hasandong, Galsari, Hadong-gun, Corea del Sur. Estaba relacionado con el Euhelopus, y conocido por una serie de vértebras del cuello y espalda que presentaban altas espinas neurales. Las características que se utilizaron originalmente para distinguir este género han sido criticadas por estar muy extendidas o muy mal conservadas para evaluarlas, lo que hace que el género sea un nomen dubium indeterminado entre los titanosauriformes. En 2001, se descubrieron varios fragmentos de un esqueleto de saurópodo en la Formación Hasandong en el condado de Hadong , Corea del Sur . Se encontraron siete vértebras cervicales incompletas, una vértebra dorsal, una clavícula parcial, un galón y otros huesos pequeños y fragmentos de hueso. Una de las vértebras caudales atribuidas a Pukyongosaurus tiene marcas de mordidas de dientes terópodos.